# Le Vilain Petit Canard (film, 1931)
Pour les articles homonymes, voir Le Vilain Petit Canard (homonymie).
Pour plus de détails, voir Fiche technique et Distribution.
Le Vilain Petit Canard (The Ugly Duckling) est un court métrage d'animation américain, en noir et blanc de la série des Silly Symphonies réalisé par Wilfred Jackson, sorti le 17 décembre 1931. Le film est une libre adaptation du conte de Hans Christian Andersen portant le même titre, Le Vilain Petit Canard (1842).
En 1939, Walt Disney a produit une version colorisée homonyme de ce film, Le Vilain Petit Canard, réalisée par Jack Cutting, mais avec une histoire différente.
Pour Douglas Brode, le film est un exemple du travail constant de Disney de modification des stéréotypes culturels dont la portée sur la population est comparable aux fables d'Ésope.

## Synopsis
Les œufs éclosent, six poussins et un petit canard sortent du nid de la poule. Le canard est rejeté par la mère et par les poussins. Jusqu'à ce qu'une tempête éclate et que le canard courageux sauve ses frères de la noyade, obtenant ainsi l'affection de la poule.

## Fiche technique
- Titre original : The Ugly Duckling
- Autres titres :
  -  France : Le vilain petit canard
- Série : Silly Symphonies
- Réalisateur : Wilfred Jackson
- Animateur[3] :
  - équipe principale : Frenchy de Trémaudan, Les Clark, Dick Lundy, Frank Tipper, Rudy Zamora, Clyde Geronimi, Albert Hurter, Johnny Cannon, Chuck Couch,
  - équipe de David Hand : Joe D'Igalo, Charles Hutchinson, Harry Reeves, Hardie Gramatky, Cecil Surrey, Jack Cutting
- Layout : Charles Philippi
- Décor : Emil Flohri, Carlos Manriquez, Mique Nelson
- Producteur : Walt Disney
- Société de production : Walt Disney Productions
- Distributeur : Columbia Pictures
- Date de sortie : 16 décembre[4] ou 17 décembre[1] 1931
  - Annoncée : 17 décembre 1931
  - Dépôt de copyright : 24 décembre 1931
- Format d'image : Noir et blanc
- Son : Mono
- Musique[3] : Frank Churchill ou Bert Lewis
  - Extrait Peek-a-boo du spectacle Friend and Foe (1881) de William Scanlan
  - Extrait By Heck du spectacle Push and Go (1914) de S.R. Henry
  - Extrait de l'Ouverture de Guillaume Tell (1829) de Gioachino Rossini
  - Extrait de Furioso #1 : Thunderstorm (1916) d'Otto Langey
- Durée : 6 min 52 s
- Langue : anglais
- Pays :  États-Unis